# Црква Пресвете Тројице у Осмацима
Црква Пресвете Тројице у Осмацима, насељеном месту на територији општине Осмаци, припада Епархији зворничко–тузланској Српске православне цркве.

## Историјат
Осмачку парохију чине Осмаци, Борогово, Сајтовићи, Ракино Брдо, Пандури и Горња Зелиња.
Црква Пресвете Тројице у Осмацима је димензија 20×15 метара. Градња је почела 1985. године према пројекту Пантелије Јањића из Осмака. Епископ зворничко-тузлански Василије Качавенда је освештао темеље исте године и цркву 10. септембра 1989. са митрополитом симферопољским и кримским Леонтијем Гудимовим из руске православне цркве. Иконостас од храстовине је израдио Милан Гаврић из Малог Зворника, а иконе на иконостасу је у барокном стилу осликао академски сликар Димитрије Риђички из Новога Сада. Епископ зворничко–тузлански Фотије Сладојевић је 25. јула 2020. освештао црквени живопис.